# Sint-Antoniuskerk (Warschau)
De Sint-Antoniuskerk of Sint-Antonius van Paduakerk (Pools: Kościół Św. Antoniego Padewskiego) in het centrum van Warschau. Het is een van de kerken van de Franciscanenorde in Warschau. In de wijk  Czerniaków is er een kerk met dezelfde naam. De barokke kerk in het centrum van de stad, werd gesticht door Koning Sigismund III van Polen in 1623 en herbouwd tussen 1668 en 1680. De eerste kerk was van hout. De tussen 1668 en 1680 herbouwde kerk was van steen. De stenen kerk werd waarschijnlijk ontworpen door architect Simone Giuseppe Belotti.

## Geschiedenis
De huidige barokke Sint-Antonius van Paduakerk werd gebouwd tussen 1668 en 1680. De voorganger werd door de toenmalige Poolse Koning Sigismund III gesticht in 1623 . De koning stichtte deze kerk uit dankbaarheid voor God, omdat hij de toenmalige Litouwse stad Smolensk  (Pools: Smoleńsk) had terugveroverd voor Polen-Litouwen op Rusland, tijdens de Pools-Russische Oorlog (1605-1618). Smolensk was in het eerste deel van de 17e eeuw, de grootste stad van het Grootvorstendom Litouwen. Het leggen van de eerste steen werd bijgestaan door Koning Sigismund III, zijn vrouw Koningin Anna van Oostenrijk en twee van zijn opvolgers:zijn zoon Wladislaus Wasa en Jan II Casimir van Polen. Koning Wladislaus moest tijdens de Smolenskoorlog bovengenoemde stad moest verdedigen tegen de russen die de stad wilde heroveren. Tevens was bij de grondlegging in 1623: de toekomstige Paus Clemens X aanwezig, die in 1623 nuntius was. De kerk werd door de Sejm toegewezen aan de Franciscanen, nabij de kerk ligt het klooster.In het begin was deze kerk van hout.
Tijdens de Zweedse invasie in 1657 werd de houten kerk vernietigd door George II Rákóczi die voor Polen-Litouwen meevocht tegen het Koninkrijk Zweden. Stanisław Skarszewski liet de kerk herbouwen tussen 1668 en 1681 en kreeg de toen in steen opgetrokken kerk haar huidige vorm. De kerk werd waarschijnlijk ontworpen door architect Simone Giuseppe Belotti. De kerk werd gewijd in 1679, door de toenmalige Bisschop van Poznań:Stefan Wierzbowski. De beeldhouwwerken zijn van de Duits - Poolse beeldhouwer Jan Jerzy Plersch.
De kerk werd regelmatig bezocht door Koning Jan III Sobieski. Zijn opvolger Augustus II de sterke liet tussen 1734 en 1735 een koninklijke loge in de kerk bouwen. In 1766 verstopte Casanova zich in het nabij gelegen Franciscanenklooster. Hij was op de vlucht voor Groothetman Franciszek Ksawery Branicki.
Tussen 1767 en 1781 werd de kapel voor Maria gebouwd. In het kerkschip zijn grafschriften van de twee vrouwen van Maarschalk Jósef Wandalin Mniszech en stammen uit 1747 en 1772. In het nabij gelegen Franciscanenklooster zijn ook grafschiften te vinden. Onder andere van Jerzy Iwanow Szajnowicz, een Brits agent die een nationale held van Polen en Griekenland is en die geëxecuteerd werd door Nazi-Duitsland in 1943 te Athene.
In 1866 werd de parochiekerk als parochiekerk gesticht. De kerk werd in 1867 van de Franciscanen afgenomen. De reden was repressie tegen de Polen, omdat ze mee hadden gedaan aan de Januariopstand in de vroegere delen van Polen-Litouwen tegen het Keizerrijk Rusland. In 1895 werd de kapel voor de Heilige Familie gemaakt door Wincent Bogaczyk. In 1907 werd de kapel voor het Heilige hart van Jezus gebouwd. De kerk werd zwaar beschadigd tijdens de Opstand van Warschau tijdens de Tweede Wereldoorlog. Tijdens die opstand werden 100 mensen in de kerk geëxecuteerd. Een Plaquette in de kerk herinnert hier aan. 
De kerk werd in 1949 teruggegeven aan de Franciscanen en tussen 1950 en 1956 herbouwd.